# آبشار استیونز
آبشار استیونز (به انگلیسی: Steven's Falls) آبشاری است که در همیلتون (انتاریو)، کانادا واقع شده و ارتفاع کلی ریزشگاه آن ۸ متر (۲۶ فوت) است.